# Morvan

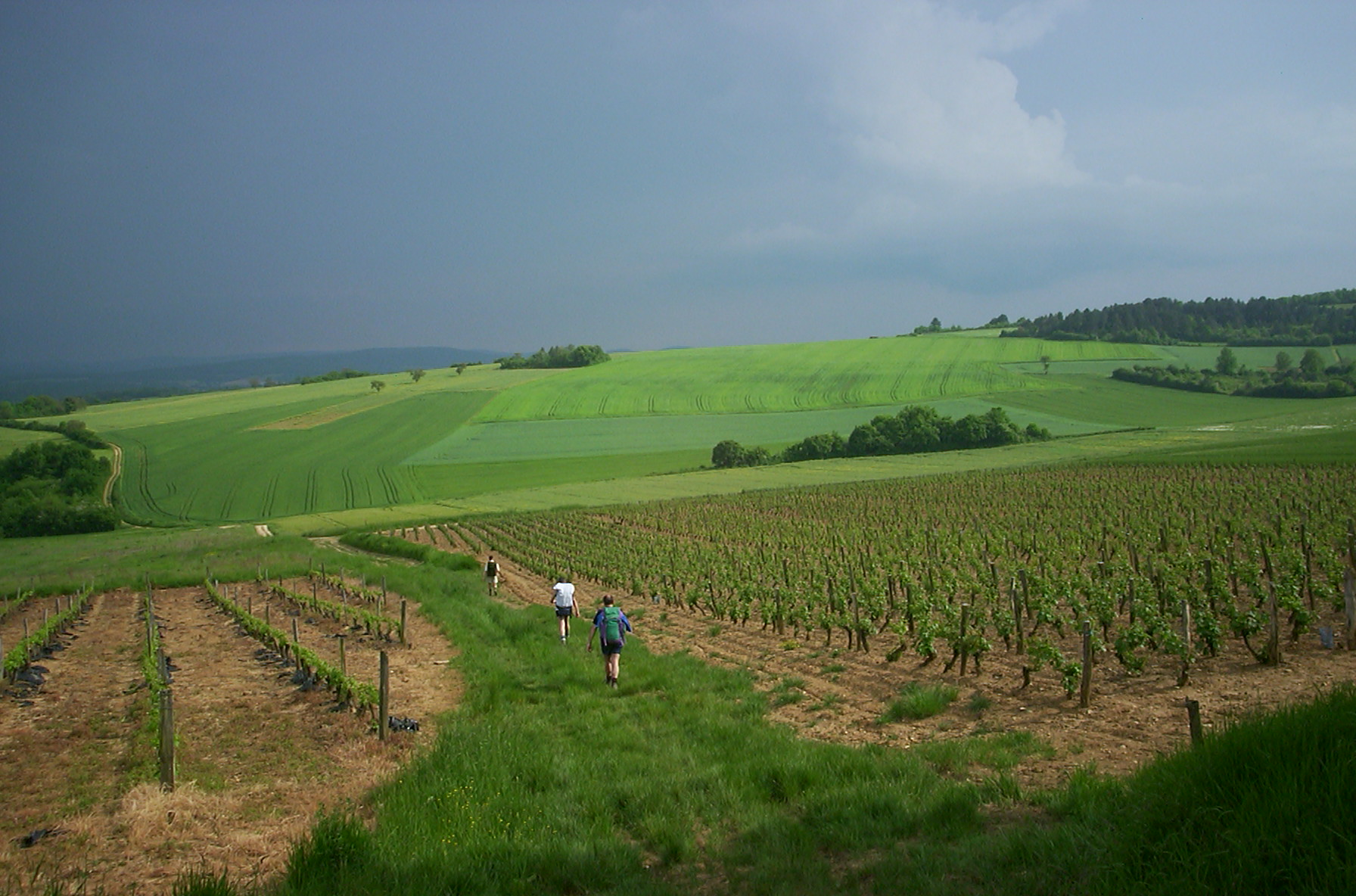
Paisaje típico con viñedos del Morvan.

El Morvan (del celta «Mar», 'negro' y «Vand», 'montaña'[cita requerida]) es un macizo montañoso situado en la región de Borgoña-Franco Condado (Francia), entre los departamentos de Yonne, Nièvre, Côte-d'Or y Saône-et-Loire. El punto culminante del macizo es el Haut Folin (901 m). La región está marcada por una red hidrográfica densa, con muchos lagos artificiales y una masa forestal importante. La parte central del Morvan está protegida por una declaración como Parque natural regional desde 1970. Es el macizo montañoso más cercano a la aglomeración parisina.
El gentilicio en francés para los habitantes del Morvan es morvandiau en masculino, y morvandelle en femenino.

## Geografía
El macizo del Morvan es considerado como la extensión noreste del Macizo Central y cubre una extensión de 513.442 hectáreas.
El norte de la región es una vasta meseta salpicada de colinas que no sobrepasan 600 m. Va bajando progresivamente hacia el norte en ondulaciones que acaban uniéndose con la cuenca parisina: es el Bajo Morvan. Hacia el sur, el relieve se eleva hasta alcanzar 900m de altitud: es el Alto Morvan, que se localiza en la parte inferior de la región, al sur de Montsauche-les-Settons.

## Algunas comunas del parque natural regional del Morvan
Château-Chinon es considerada como la capital del Alto Morvan, y la sede del parque natural regional del Morvan está situada en Saint-Brisson. El Morvan abarca numerosos municipios.
| Municipios del Morvan en Côte-d'Or | | | |
| - Bard-le-Régulier - Blanot - Brazey-en-Morvan - Bussières - Champeau-en-Morvan - Dompierre-en-Morvan - Juillenay                      | - Lacour-d'Arcenay - Liernais - La Motte-Ternant - Ménessaire - Molphey - Montigny-Saint-Barthélemy - Précy-sous-Thil                                                  | - La Roche-en-Brenil - Rouvray - Saint-Andeux - Saint-Didier - Saint-Germain-de-Modéon - Saint-Martin-de-la-Mer - Saulieu                                                                                         | - Savilly - Sincey-lès-Rouvray - Vianges - Vic-sous-Thil - Viévy - Villargoix - Villiers-en-Morvan                                                                                  |
| Municipios del Morvan en Nièvre | | | |
| - Alligny-en-Morvan - Arleuf - Bazoches - Blismes - Brassy - Cervon - Chalaux - Château-Chinon - Châtin - Chaumard - Chiddes - Corancy | - Dun-les-Places - Fâchin - Gâcogne - Gien-sur-Cure - Glux-en-Glenne - Gouloux - Larochemillay - Lavault-de-Frétoy - Lormes - Millay - Luzy - Marigny-l'Église - Mhère | - Montigny-en-Morvan - Montreuillon - Montsauche-les-Settons - Moulins-Engilbert - Moux-en-Morvan - Onlay - Ouroux-en-Morvan - Planchez - Poil - Pouques-Lormes - Préporché - Saint-Agnan - Saint-André-en-Morvan | - Saint-Brisson - Saint-Didier - Saint-Honoré-les-Bains - Saint-Léger-de-Fougeret - Saint-Martin-du-Puy - Saint-Père - Saint-Péreuse - Sémelay - Sermages - Vauclaix - Villapourçon |
| Municipios del Morvan en Saona y Loira                                                                                                 | | | |
| - Anost - Blanot - Bussières - La Celle-en-Morvan                                                                                      | - Chiddes - Chissey-en-Morvan - Cussy-en-Morvan - Étang-sur-Arroux | - La Grande-Verrière - Lucenay-l'Évêque - La Petite-Verrière - Roussillon-en-Morvan | - Saint-Léger-sous-Beuvray - Saint-Prix-en-Morvan - Sommant - Uchon |
| Comunas del Morvan en Yonne | | | |
| - Asquins - Chastellux-sur-Cure - Domecy-sur-Cure - Foissy-lès-Vézelay                                                                 | - Fontenay-près-Vézelay - Island - Pierre-Perthuis - Quarré-les-Tombes                                                                                                 | - Rouvray - Saint-Germain-des-Champs - Saint-Léger-Vauban - Saint-Père | - Tharoiseau - Vézelay |